# 4 października
4 października jest 277. (w latach przestępnych 278.) dniem w kalendarzu gregoriańskim. Do końca roku pozostaje 88 dni.

## Święta
- Imieniny obchodzą: Aurea, Dalewin, Dalwin, Dobromiła, Euzebiusz, Faust, Franciszek, Konrad, Konrada, Lucjan, Łucjan i Petroniusz
- Lesotho – Dzień Niepodległości
- Mozambik – Dzień Pokoju i Pojednania
- Międzynarodowe
  - Światowy Dzień Zwierząt[1], rozpoczynający Światowy Tydzień Zwierząt (do 10 października), ustanowiony przez Zgromadzenie Ogólne ONZ w 1999 roku[2]
- Polska
  - Światowy Dzień Onkologii (organizowany przez placówki onkologiczne)[3]
  - Dzień Zwierząt (uchwalony przez Sejm RP w 2006)
- Rosja – Dzień Wojsk Kosmicznych
- Wspomnienia i święta w Kościele katolickim[4][5] obchodzą:
  - św. Franciszek z Asyżu (Jan Bernardone, założyciel zakonu franciszkanów)
  - bł. Franciszek Ksawery Seelos (redemptorysta)
  - św. Petroniusz (biskup)
  - święci: Tyrsus, Palmacjusz i Bonifacy (męczennicy trewirscy)

## Wydarzenia w Polsce
- 1498 – Drohiczyn otrzymał prawa miejskie.
- 1509 – Wojna polsko-mołdawska: zwycięstwo wojsk polskich w bitwie pod Chocimiem.
- 1582 – Ostatni dzień (czwartek) obowiązywania w Rzeczypospolitej kalendarza juliańskiego. Następny dzień (piątek) zgodnie z rachubą gregoriańską nosił datę 15 października.
- 1655 – II wojna północna: wojska polskie pod dowództwem Krzysztofa Żegockiego zdobyły Kościan.
- 1660 – IV wojna polsko-rosyjska: wojska polsko-litewskie zakończyły nieudane oblężenie Mohylewa.
- 1705 – Stanisław Leszczyński i jego żona Katarzyna Opalińska zostali koronowani w Warszawie na króla i królową Polski.
- 1714 – Poświęcono kościół Niepokalanego Poczęcia Najświętszej Maryi Panny przy klasztorze franciszkanów w Kętach.
- 1795 – Prusacy zrabowali ze skarbca na Wawelu polskie insygnia koronacyjne.
- 1900 – Otwarto Teatr Miejski we Lwowie.
- 1902 – W Toruniu powstała Spółdzielnia Mieszkaniowa „Kopernik”.
- 1908 – Poświęcono kościół Świętej Rodziny w Tarnowie.
- 1918 – Gen. Józef Haller objął naczelne dowództwo nad Armią Polską we Francji.
- 1936 – Premiera filmu historycznego Wierna rzeka w reżyserii Leonarda Buczkowskiego.
- 1943 – Reichsführer-SS Heinrich Himmler wygłosił pierwsze z dwóch tajnych tzw. przemówień poznańskich.
- 1944 – 1. dzień po upadku powstania warszawskiego: Rada Ministrów podjęła uchwałę o żałobie narodowej w związku z kapitulacją Warszawy.
- 1945 – W obozie pracy w Łambinowicach na Opolszczyźnie strażnicy zastrzelili 44-48 przetrzymywanych tam Niemców i Ślązaków.
- 1946 – 7 osób zginęło, a 15 zostało rannych w katastrofie kolejowej na stacji Szczecin Turzyn.
- 1950 – Prezydium Rządu podjęło decyzję o budowie Nowego Miasta Tychy.
- 1966 – Premiera komedii kostiumowej Marysia i Napoleon w reżyserii Leonarda Buczkowskiego.
- 1982 – Izba Wojskowa Sądu Najwyższego skazała zaocznie na karę śmierci byłego ambasadora PRL w Waszyngtonie Romualda Spasowskiego, który po ogłoszeniu stanu wojennego porzucił placówkę i poprosił o azyl polityczny w USA.
- 1990 – Ukazało się pierwsze wydanie tygodnika „NIE”.
- 2000:
  - Rozpoczął się XIV Międzynarodowy Konkurs Pianistyczny im. Fryderyka Chopina.
  - Ukazał się album Golec uOrkiestra 2 zespołu Golec uOrkiestra.
- 2002 – Premiera komedii kostiumowej Zemsta w reżyserii Andrzeja Wajdy.

## Wydarzenia na świecie

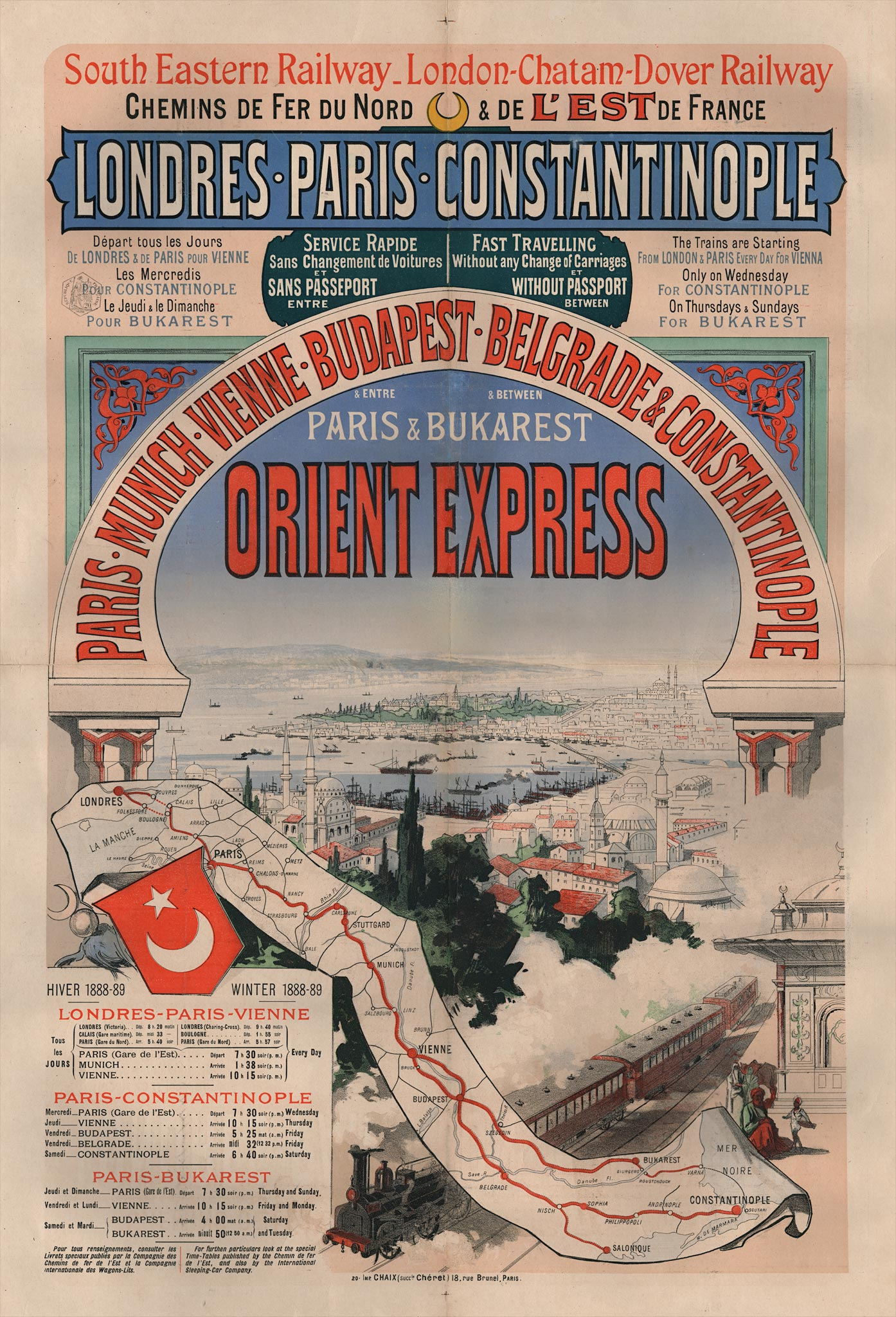
Plakat reklamujący Orient Express

- 1189 – III wyprawa krzyżowa: wojska Saladyna pokonały chrześcijan w bitwie pod Akką.
- 1209 – Otto IV został koronowany na cesarza rzymsko-niemieckiego.
- 1227 – Kalif Maroka z dynastii Almohadów Abdullah al-Adil został zamordowany przez swego brata Idrisa I, dotychczasowego zarządcę Sewilli, który zajął jego miejsce.
- 1440 – Król Danii Krzysztof Bawarski został wybrany przez szwedzki parlament na króla Szwecji.
- 1448 – Zakończyła się wojna albańsko-wenecka.
- 1550 – I wojna szmalkaldzka: wojska elektora Saksonii Maurycego Wettyna rozpoczęły oblężenie Magdeburga.
- 1582 – Papież Grzegorz XIII wprowadził kalendarz gregoriański. W związku z tym we Francji, Hiszpanii, Italii, Portugalii i Rzeczypospolitej Obojga Narodów w roku 1582 po 4 października nastąpił 15 października. W niedługim czasie kalendarz gregoriański zaczął obowiązywać również w innych krajach związanych z Kościołem katolickim.
- 1610 – Wmurowano kamień węgielny pod budowę bazyliki Wniebowzięcia Najświętszej Maryi Panny w Genui.
- 1636 – Wojna trzydziestoletnia: zwycięstwo wojsk szwedzkich nad cesarsko-saskimi w bitwie pod Wittstock.
- 1674 – Wojna Francji z koalicją hiszpańsko-austriacko-lotaryńską: nierozstrzygnięta bitwa pod Enzheim.
- 1693 – Wojna palatynacka: wojska francuskie pokonały połączone siły hiszpańsko-sabaudzkie w bitwie pod Marsaglią.
- 1719 – Ambrogio Imperiale został dożą Genui.
- 1745 – Franciszek I Lotaryński został koronowany na cesarza rzymskiego.
- 1777 – Wojna o niepodległość Stanów Zjednoczonych: zwycięstwo wojsk brytyjskich w bitwie pod Germantown.
- 1794 – I koalicja antyfrancuska: wojska francuskie wkroczyły do Mönchengladbach.
- 1809 – Spencer Perceval został premierem Wielkiej Brytanii.
- 1824 – Meksyk został proklamowany republiką.
- 1830 – Belgia oderwała się od Niderlandów.
- 1836 – Powstanie Farrapos w Brazylii: zwycięstwo wojsk rządowych w bitwie na wyspie Fanfa.
- 1849:
  - Upadło powstanie węgierskie.
  - Została założona Kolumbijska Partia Konserwatywna.
- 1850 – I wojna o Szlezwik: zwycięstwo wojsk duńskich nad pruskimi w bitwie pod Friedrichstadtem.
- 1853 – (16 października według kalendarza gregoriańskiego) Imperium Osmańskie wypowiedziało wojnę Rosji – początek wojny krymskiej.
- 1857 – Szkocki astronom James Ferguson odkrył planetoidę (50) Virginia.
- 1862 – Wojna secesyjna: zwycięstwo wojsk Unii w II bitwie pod Corinth.
- 1883 – W swój pierwszy kurs wyruszył pociąg Orient Express.
- 1884 – Rozpoczęto burzenie XVIII-wiecznej twierdzy w czeskim Hradcu Králové.
- 1892 – II wojna Francuzów z Dahomejem: zwycięstwo wojsk francuskich w bitwie pod Poguesą.
- 1902 – W Trieście zwodowano austro-węgierski pancernik SMS „Babenberg”.
- 1903:
  - Papież Pius X ogłosił swoją pierwszą encyklikę E supremi apostolatus.
  - Sava Grujić został po raz czwarty premierem Serbii.
  - W Trieście zwodowano austro-węgierski pancernik SMS „Erzherzog Karl”.
- 1904 – Założono kluby piłkarskie: farerski HB Tórshavn i szwedzki IFK Göteborg.
- 1905 – W Burlington w stanie Vermont przyszły prezydent USA Calvin Coolidge poślubił Grace Goodhue.
- 1907 – Założono niemiecki klub piłkarski SSV Jahn Regensburg.
- 1910:
  - 37 osób zginęło, a 30 zostało rannych w zderzeniu tramwajów międzymiastowych w Staunton w amerykańskim stanie Illinois.
  - Król Portugalii Manuel II Patriota uciekł z rodziną do Wielkiej Brytanii. Dwa dni później w Porto oficjalnie proklamowano republikę.
  - Została przyjęta flaga Bermudów.
- 1914:
  - I wojna światowa: Austriacy zatrzymali nad Driną ofensywę serbską; zwycięstwo wojsk francuskich nad niemieckimi w bitwie pod Arras.
  - W trzęsieniu ziemi o magnitudzie 7,0 z epicentrum w okolicach jeziora Burdur w południowo-zachodniej Turcji zginęły 2344 osoby.
- 1915 – Prezydent USA Woodrow Wilson ustanowił Dinosaur National Monument, znajdujący się na granicy stanów Kolorado, Arizona, Wyoming i Utah.
- 1916:
  - W Operze Wiedeńskiej odbyła się premiera nowej wersji opery Ariadna na Naksos z muzyką Richarda Straussa i librettem Hugo von Hofmannsthala.
  - Założono Murmańsk.
- 1918 – I wojna światowa: dowodzony przez Karla Dönitza U-Boot SM UB-68 został zatopiony na Morzu Śródziemnym przez brytyjskie okręty. Dönitz wraz z większością załogi został uratowany i spędził prawie rok w niewoli na Malcie.
- 1920 – Założono kluby piłkarskie: Club Africain Tunis i CA Bella Vista.
- 1921 – Riccardo Zanella został pierwszym prezydentem Wolnego Miasta Rijeka (wł. Fiume).
- 1922 – Podpisano Protokoły Genewskie.
- 1927 – John Borglum rozpoczął wraz ze 400 współpracownikami wykuwanie głów 4 byłych prezydentów na Mount Rushmore w amerykańskim stanie Dakota Południowa.
- 1928 – W Berlinie odbyła się premiera operetki Fryderyka z muzyką Franza Lehára.
- 1929 – Adli Jakan został po raz trzeci premierem Egiptu.
- 1930 – Założono cypryjski klub piłkarski AEL Limassol.
- 1933 – W III Rzeszy zostało uchwalone nowe prawo prasowe.
- 1934 – Alejandro Lerroux został po raz drugi premierem Hiszpanii.
- 1936 – W Londynie doszło do tzw. bitwy na Cable Street – starcia pomiędzy manifestacją Brytyjskiej Unii Faszystów, londyńską policją nadzorującą ich marsz i lokalnymi antyfaszystami (m.in. anarchistami, socjalistami, komunistami, Żydami, Irlandczykami).
- 1938 – W ramach tzw. operacji polskiej na mocy decyzji trójki miejscowego urzędu NKWD rozstrzelano w Żytomierzu w Ukraińskiej SRR 408 Polaków.
- 1940 – Na granicznej przełęczy Brenner w Alpach spotkali się Adolf Hitler i Benito Mussolini.
- 1941 – Niemcy zamordowali ok. 1800 Żydów z getta w Kownie.
- 1943:
  - Kampania śródziemnomorska: grecka wyspa Kos została zajęta przez wojska niemieckie.
  - Wojna na Pacyfiku: wojska amerykańskie zdobyły Wyspy Salomona.
- 1944 – Do służby w polskiej Marynarce Wojennej, w miejsce utraconego ORP „Dragon”, wszedł przekazany przez Brytyjczyków krążownik lekki ORP „Conrad” (poprzednio i następnie HMS „Danae”).
- 1945:
  - W Belgradzie założono klub piłkarski FK Partizan.
  - W Paryżu rozpoczął się proces Pierre’a Lavala, byłego premiera kolaboracyjego rządu Vichy.
- 1955 – We Francji ustanowiono Order Palm Akademickich.
- 1956 – Na Morzu Północnym zatonął polski statek rybacki „Cyranka” wraz z 12-osobową załogą.
- 1958 – Proklamowano V Republikę Francuską.
- 1960 – Krótko po starcie z Bostonu, po zderzeniu ze stadem szpaków, runął do oceanu samolot L-188 Electra, w wyniku czego zginęły 62 osoby, a 10 zostało rannych.
- 1964:
  - We Włoszech otwarto Autostradę Słońca.
  - W Moskwie odsłonięto mierzący 107 metrów Pomnik Zdobywców Kosmosu.
- 1965:
  - 87 osób zginęło, a 10 zostało ciężko rannych w wyniku wykolejenia trzech ostatnich wagonów pociągu podmiejskiego w Durbanie na wschodnim wybrzeżu RPA.
  - Paweł VI jako pierwszy papież przybył z wizytą do USA.
  - Ukazało się pierwsze wydanie kubańskiego dziennika „Granma”.
- 1966 – Lesotho uzyskało niepodległość (od Wielkiej Brytanii).
- 1967:
  - Dotychczasowa niemiecka eksklawa Verenahof została przyłączona do Szwajcarii.
  - Sułtan Brunei Omar Ali Saifuddien III abdykował na rzecz swego syna Hassana Bolkiaha.
- 1968:
  - Dokonano oblotu samolotu pasażerskiego Tu-154.
  - Uruchomiono metro we Frankfurcie nad Menem.
- 1969 – Odsłonięto pomnik Sigmunda Freuda w jego rodzinnym Příborze w Czechach.
- 1970:
  - Św. Katarzyna ze Sieny została ogłoszona doktorem Kościoła przez papieża Pawła VI.
  - Zmarły 5 września w wyniku obrażeń odniesionych w wypadku na torze Monza austriacki kierowca Jochen Rindt jako jedyny w historii zdobył pośmiertnie tytuł mistrza świata Formuły 1.
- 1972 – W katastrofie pociągu w meksykańskim Saltillo zginęło 208 osób, a rannych zostało około 700.
- 1974:
  - John Lennon wydał swój piąty solowy album Walls and Bridges,
  - w Grecji została założona partia konserwatywno-liberalna Nowa Demokracja.
- 1975 – Otwarto Port lotniczy Montreal-Mirabel.
- 1978 – W Watykanie odbył się pogrzeb papieża Jana Pawła I.
- 1980 – Na znajdującym się 120 mil na południe od Yakutat na Alasce holenderskim statku wycieczkowym MS „Prinsendam” wybuchł pożar. Wszystkich 520 pasażerów i członków załogi uratowano, a opuszczony wrak zatonął 11 października.
- 1981 – Na prośbę brytyjskiego badacza Michaela Eddowesa, za zgodą wdowy po zamachowcu, na cmentarzu w Fort Worth w Teksasie dokonano ekshumacji zwłok Lee Harveya Oswalda, zabójcy prezydenta Johna F. Kennedy’ego. Eddowes w swojej książce Khrushchev killed Kennedy wydanej w 1975 wysunął tezę, że to nie Oswald, lecz jego sobowtór, agent KGB imieniem Alek był zamachowcem. Badania dokonane po ekshumacji nie potwierdziły żadnej z jego hipotez.
- 1982 – W RFN utworzono pierwszy rząd Helmuta Kohla.
- 1983 – Prezydent USA Ronald Reagan podpisał ustawę w sprawie emisji programu radiowego na Kubę
- 1984 – Przyjęto nową flagę Egiptu.
- 1986 – Papież Jan Paweł II udał się w swą 31. podróż apostolską do Francji.
- 1991 – W Madrycie podpisano protokół do Traktatu Antarktycznego o utworzeniu Szczególnie Chronionego Obszaru Antarktyki.
- 1992:
  - W katastrofie izraelskiego transportowego Boeinga 747 w Amsterdamie zginęły 43 osoby, w tym 39 na ziemi.
  - W Rzymie podpisano układ pokojowy kończący wojnę domową w Mozambiku.
  - W wyniku ataku szaleńca wybuchł pożar w Sali Królestwa Świadków Jehowy w Wonju (Korea Południowa), w wyniku czego zginęło 15 osób, a 26 zostało rannych.
- 1997 – Wystartował węgierski komercyjny kanał telewizyjny TV2.
- 2001 – Lecący z Tel Awiwu do Nowosybirska należący do Siberia Airlines Tu-154 został przypadkowo zestrzelony nad Morzem Czarnym przez ukraińską rakietę, w wyniku czego zginęło 78 osób.
- 2003 – W samobójczym zamachu bombowym na restaurację w izraelskiej Hajfie zginęło 21 osób, a 51 zostało rannych.
- 2006 – Przyjęto nową flagę Lesotho.
- 2007 – W stolicy Demokratycznej Republiki Kongo Kinszasie rozbił się krótko po starcie samolot transportowy An-26, w wyniku czego zginęło 51 osób (w tym 31 na ziemi), a 30 zostało rannych.
- 2008 – Zakończyła się misja Polskiego Kontyngentu Wojskowego w Iraku.
- 2009 – Socjaliści wygrali przedterminowe wybory parlamentarne w Grecji.
- 2010 – Katastrofa w hucie aluminium w Ajce na Węgrzech. W wyniku pęknięcia zapory zbiornika z chemikaliami zginęło 10 osób, a 120 zostało rannych.
- 2011 – Co najmniej 139 osób zginęło, a 93 zostały ranne zamachu bombowym w stolicy Somalii Mogadiszu, przeprowadzonym przez organizację terrorystyczną Asz-Szabab powiązaną z organizacją Al-Ka’ida.
- 2013 – W Irlandii odbyło się referendum w sprawie zniesienia wyższej izby parlamentu Seanad Éireann (odrzucono) i ustanowienia Sądu Apelacyjnego, który miałby przejąć istniejącą jurysdykcję odwoławczą Sądu Najwyższego (przyjęto).
- 2017 – Uchnaagijn Chürelsüch został premierem Mongolii.
- 2020 – 53,26% spośród uczestniczących w referendum mieszkańców Nowej Kaledonii opowiedziało się przeciwko ogłoszeniu niepodległości od Francji.
- 2021 – Fumio Kishida został premierem Japonii.

## Eksploracja kosmosu
- 1957 – ZSRR wystrzelił pierwszego sztucznego satelitę Ziemi – Sputnika 1.
- 1959 – Wystrzelono radziecką sondę księżycową Łuna 3.
- 2004 – Amerykański samolot kosmiczny SpaceShipOne odbył drugi załogowy lot w kosmos, zdobywając tym samym nagrodę Ansari X PRIZE.

## Urodzili się
- 1160 – Alicja, francuska księżniczka, hrabina Vexin (zm. 1220)
- 1274 – Rudolf I Wittelsbach, książę Górnej Bawarii, hrabia Palatynatu (zm. 1319)
- 1276 – Małgorzata Brabancka, królowa niemiecka (zm. 1311)
- 1289 – Ludwik X Kłótliwy, król Francji (zm. 1316)
- 1379 – Henryk III Chorowity, król Kastylii (zm. 1406)
- 1437 – Jan IV, książę Bawarii-Monachium (zm. 1463)
- 1515 – Lucas Cranach młodszy, niemiecki malarz (zm. 1586)
- 1516 – Archangelo de’ Bianchi, włoski duchowny katolicki, biskup Teano, kardynał (zm. 1580)
- 1522 – Gabriele Paleotti, włoski duchowny katolicki, arcybiskup Bolonii, kardynał (zm. 1597)
- 1528 – Francisco Guerrero, hiszpański kompozytor (zm. 1599)
- 1542 – Robert Bellarmin, włoski kardynał, doktor Kościoła, święty (zm. 1621)
- 1550 – Karol IX Waza, król Szwecji (zm. 1611)
- 1562 – Christian Longomontanus, duński astronom, astrolog (zm. 1647)
- 1570 – Péter Pázmány, węgierski duchowny katolicki, arcybiskup metropolita Ostrzyhomia, prymas Węgier, kardynał, teolog, filozof (zm. 1637)
- 1585 – Anna Tyrolska, cesarzowa niemiecka, królowa czeska i węgierska (zm. 1618)
- 1600:
  - Giovanni Paolo Oliva, włoski jezuita (zm. 1681)
  - Domenico Pieratti, włoski rzeźbiarz (zm. 1656)
- 1607 – Francisco de Rojas Zorrilla, hiszpański dramaturg (zm. 1648)
- 1625 – Jacqueline Pascal, francuska zakonnica, filozof (zm. 1661)
- 1626 – Richard Cromwell, lord protektor Anglii, Szkocji i Irlandii (zm. 1712)
- 1633 – Antoni Ulryk, książę Brunszwiku-Wolfenbüttel (zm. 1714)
- 1657 – Francesco Solimena, włoski malarz, rysownik (zm. 1747)
- 1665 – Francesco Acquaviva d’Aragona, włoski kardynał (zm. 1725)
- 1674 – Agustín Rodríguez Delgado, hiszpański duchowny katolicki, biskup Panamy i La Paz, arcybiskup metropolita Plata o Charcas, arcybiskup metropolita nominat Limy i prymas Peru (zm. 1746)
- 1678 – Friedrich Wilhelm von Grumbkow, pruski dowódca wojskowy, polityk, minister stanu Królestwa Prus (zm. 1739)
- 1687 – Maria Magdalena Martinengo, włoska klaryska kapucynka, stygmatyczka, błogosławiona (zm. 1737)
- 1705 – Giuseppe Maria Castelli, włoski kardynał (zm. 1780)
- 1716 – James Lind, szkocki lekarz (zm. 1794)
- 1718 – Giovanni Maria Riminaldi, włoski kardynał (zm. 1789)
- 1720 – Giovanni Battista Piranesi, włoski grafik, architekt, rytownik (zm. 1778)
- 1723 – Nikolaus Poda von Neuhaus, austriacki jezuita, entomolog (zm. 1798)
- 1737 – Fryderyk Karol Hauke, polski pedagog (zm. 1810)
- 1741:
  - Franciszek Karpiński, polski poeta, dramaturg, publicysta, tłumacz, autor kolęd (zm. 1825)
  - Antoni Mikołaj Radziwiłł, polski książę (zm. 1778)
- 1744:
  - Michał Franciszek Karpowicz, polski duchowny katolicki, biskup wigierski, poeta (zm. 1803)
  - Juan Francisco Masdeu, hiszpański historyk (zm. 1817)
- 1746:
  - Urszula Dembińska, polska posiadaczka ziemska, filantropka (zm. 1825)
  - Francisco de Saavedra, hiszpański wojskowy, polityk, dyplomata (zm. 1819)
- 1749 – Jean-Louis Duport, francuski wiolonczelista, kompozytor (zm. 1819)
- 1750 – Franciszek Dionizy Kniaźnin, polski poeta, dramaturg, tłumacz (zm. 1807)
- 1752 – Francesco Gennari, włoski anatom (zm. 1797)
- 1754:
  - Katarzyna Jarrige, francuska tercjarka dominikańska, błogosławiona (zm. 1836)
  - Franciszek Skarbek-Malczewski, polski duchowny katolicki, arcybiskup warszawski, prymas Królestwa Polskiego (zm. 1819)
- 1765 – Johann Gottlieb Korn, niemiecki wydawca, księgarz (zm. 1837)
- 1769 – Aleksiej Arakczejew, rosyjski generał, polityk, minister wojny (zm. 1834)
- 1787 – François Guizot, francuski historyk, polityk, premier Francji (zm. 1874)
- 1793 – Gustav Kunze, niemiecki lekarz, przyrodnik, wykładowca akademicki (zm. 1851)
- 1796 – August Wilhelm Bach, niemiecki kompozytor (zm. 1869)
- 1797 – Jeremias Gotthelf, szwajcarski pisarz (zm. 1854)
- 1799 – Vincenz Priessnitz, śląski chłop, samouk w zakresie medycyny niekonwencjonalnej i naturalnej (zm. 1851)
- 1800 – Józef Franciszek Jan Potocki, polski hrabia, uczestnik powstania listopadowego, emigrant (zm. 1863)
- 1802 – Adolphe Niel, francuski dowódca wojskowy, marszałek Francji, polityk (zm. 1869)
- 1807 – Louis-Hippolyte La Fontaine, kanadyjski polityk, premier Prowincji Kanady (zm. 1864)
- 1810 – Eliza Johnson, amerykańska pierwsza dama (zm. 1876)
- 1814 – Jean-François Millet, francuski malarz (zm. 1875)
- 1815 – Franz Jakob Clemens, niemiecki filozof, pisarz (zm. 1862)
- 1816 – Eugène Pottier, francuski poeta (zm. 1887)
- 1818 – Francesco Crispi, włoski prawnik, polityk, premier Włoch (zm. 1901)
- 1822 – Rutherford Hayes, amerykański polityk, prezydent USA (zm. 1893)
- 1831 – Bruno Bielawski, polski prozaik, poeta (zm. 1861)
- 1835 – Grigorij Potanin, rosyjski podróżnik, geograf, etnograf (zm. 1920)
- 1839 – Franciszek Fogolla, włoski franciszkanin, misjonarz, biskup, męczennik, święty (zm. 1900)
- 1840 – Viktor Knorre, rosyjski astronom pochodzenia niemieckiego (zm. 1919)
- 1841 – Prudente de Morais, brazylijski polityk, prezydent Brazylii (zm. 1902)
- 1843 – Maria-Alfonsyna Danil Ghattas, palestyńska zakonnica, święta (zm. 1927)
- 1846 – Jan Nepomucen Franke, polski inżynier (zm. 1918)
- 1848:
  - Mieczysław Jamrógiewicz, polski pedagog, autor podręczników szkolnych (zm. 1914)
  - Henry Z. Osborne, amerykański polityk (zm. 1923)
- 1853:
  - Franciszek Krempa, polski działacz ludowy, polityk, poseł na Sejm RP (zm. 1935)
  - Bronisław Majewski, polski generał brygady, lekarz (zm. 1934)
- 1858 – Mihajlo Pupin, serbski fizyk, wynalazca, dyplomata (zm. 1935)
- 1860 – Sidney Paget, brytyjski ilustrator (zm. 1908)
- 1861 – Frederic Sackrider Remington, amerykański malarz, rzeźbiarz, pisarz (zm. 1909)
- 1862 – Johanna van Gogh-Bonger, holenderska nauczycielka, pamiętnikarka (zm. 1925)
- 1863 – Wojciech Halczyn, polski działacz ludowy i niepodległościowy (zm. 1932)
- 1865 – Stanisław Grodzicki, polski urzędnik, polityk, poseł na Sejm RP (zm. 1943)
- 1867 – Přemysl Šámal, czeski prawnik, polityk, burmistrz Pragi (zm. 1941)
- 1868 – Franciszek Myśliwiec, polski działacz narodowy w Niemczech (zm. 1941)
- 1872:
  - Roger Keyes, brytyjski admirał (zm. 1945)
  - Juliusz Tadeusz Tarnawa-Malczewski, polski generał dywizji, polityk, minister spraw wojskowych (zm. 1940)
- 1874 – Félix Picon, francuski żeglarz sportowy (zm. 1922)
- 1876 – Karol Bertoni, polski polityk, dyplomata, minister spraw zagranicznych (zm. 1967)
- 1877:
  - Charles R. Mabey, amerykański polityk, gubernator Utah (zm. 1959)
  - Franciszek Olejniczak, polski duchowny katolicki, wydawca, działacz społeczny (zm. 1965)
  - Otto Wagner, niemiecki polityk, nadburmistrz Wrocławia (zm. 1962)
- 1878 – Selmar Aschheim, niemiecko-amerykański ginekolog pochodzenia żydowskiego (zm. 1965)
- 1879
  - Helena Rzeszotarska, polska nauczycielka i pedagog (zm. 1976)
  - Stanisław Wróbel, polski duchowny katolicki, teolog, pedagog (zm. 1954)
- 1880 – Aleksander Iwaszkiewicz, polski komandor porucznik (zm. 1926)
- 1881:
  - Walther von Brauchitsch, niemiecki feldmarszałek, naczelny dowódca wojsk lądowych Wehrmachtu (zm. 1948)
  - Franciszek Macherski, polski duchowny rzymskokatolicki (zm. 1940)[6]
  - André Salmon, francuski poeta, prozaik, krytyk sztuki (zm. 1969)
- 1882 – Franciszek Zalewski, polski działacz niepodległościowy, lekarz i oficer (zm. 1970)
- 1883 – Alfred F.S. Meissner, polski chirurg-stomatolog, wykładowca akademicki, żołnierz AK, uczestnik powstania warszawskiego (zm. 1952)
- 1884 – Franciszek Bay-Rydzewski, polski aktor, reżyser teatralny (zm. 1978)
- 1885:
  - Edmund Malinowski, polski botanik, genetyk (zm. 1979)
  - Alfons Wojtkielewicz, polski pułkownik dyplomowany piechoty (zm. 1940)
- 1886 – Tomás Romero Pereira, paragwajski polityk, prezydent Paragwaju (zm. 1982)
- 1887 – Franciszek Olejniczak, polski duchowny katolicki, działacz społeczny (zm. 1965)
- 1888:
  - Oscar Mathisen, norweski łyżwiarz szybki (zm. 1954)
  - Friedrich Olbricht, niemiecki generał (zm. 1944)
- 1890:
  - Zygmunt Augustyński, polski prawnik, dziennikarz, polityk, poseł na Sejm RP, działacz Polskiego Państwa Podziemnego, więzień okresu stalinowskiego (zm. 1959)
  - Gladys Pyle, amerykańska polityk, senator (zm. 1989)
  - Vincas Vitkauskas, litewski generał, polityk radziecki (zm. 1965)
- 1891 – Henri Gaudier-Brzeski, francuski grafik, rzeźbiarz (zm. 1915)
- 1892:
  - Engelbert Dollfuß, austriacki polityk, kanclerz Austrii (zm. 1934)
  - Robert Lawson, amerykański pisarz, rysownik (zm. 1957)
  - Anica Savić Rebac, serbska pisarka, badaczka kultury helleńskiej, tłumaczka, historyk filozofii (zm. 1953)
  - Luis Trenker, włoski aktor, reżyser filmowy, bobsleista (zm. 1990)
  - Józef Żurowski, polski archeolog, prehistoryk, historyk sztuki (zm. 1936)
- 1893 – Franciszek Gliwicz, polski działacz niepodległościowy, nauczyciel, oficer (zm. 1964)
- 1894:
  - Józef Beck, polski pułkownik, polityk, dyplomata, wicepremier, minister spraw zagranicznych (zm. 1944)
  - Frans Gunnar Bengtsson, szwedzki prozaik, poeta, biograf (zm. 1954)
- 1895:
  - Giovanni Brunero, włoski kolarz szosowy (zm. 1934)
  - Buster Keaton, amerykański aktor, komik, reżyser i scenarzysta filmowy (zm. 1966)
  - Richard Sorge, niemiecki dziennikarz, agent wywiadu sowieckiego (zm. 1944)
- 1898:
  - Marian Drobik, polski pułkownik, szef wywiadu i kontrwywiadu AK (zm. 1944)
  - John O’Neil, amerykański rugbysta (zm. 1950)
- 1899:
  - Lou Hunter, amerykański rugbysta (zm. 1984)
  - Antonina Taborowicz, polska lekkoatletka, skoczkini wzwyż (zm. 1993)
- 1900:
  - Franciszek Adamanis, polski farmaceuta, wykładowca akademicki (zm. 1962)
  - Józef Jarema, polski malarz (zm. 1974)
- 1901 – Carroll Nye, amerykański aktor (zm. 1974)
- 1902:
  - Maksymilian Bartz, polski działacz komunistyczny, dyplomata (zm. 1976)
  - Siergiej Bielczenko, radziecki generał pułkownik (zm. 2002)
- 1903:
  - John Vincent Atanasoff, amerykański inżynier-informatyk pochodzenia bułgarskiego (zm. 1995)
  - Iosif Bielski, radziecki dowódca partyzancki, działacz partyjny (zm. 1966)
  - Ernst Kaltenbrunner, austriacki funkcjonariusz nazistowski, szef Głównego Urzędu Bezpieczeństwa Rzeszy (zm. 1946)
  - Paulus Rusch, austriacki duchowny katolicki, administrator apostolski Innsbruck-Feldkirch i biskup Innsbrucka (zm. 1986)
  - Artur Żagan, polski nauczyciel, działacz konspiracji antyhitlerowskiej (zm. 1945)
- 1904:
  - Aleksander Ivánka, węgiersko-polski ekonomista, publicysta (zm. 1976)
  - Henryk Vogelfänger, polski aktor pochodzenia żydowskiego (zm. 1990)
- 1906:
  - Eitel Cantoni, urugwajski kierowca wyścigowy (zm. 1997)
  - Mary Celine Fasenmyer, amerykańska zakonnica, matematyk (zm. 1996)
  - Charles McGinnis, amerykański lekkoatleta, tyczkarz (zm. 1995)
  - Ladislav Pešek, czeski aktor (zm. 1986)
  - Czesław Sejbuk, polski prezbiter katolicki, pisarz, męczennik, Sługa Boży (zm. 1943)
  - Antoni Wczelik, polski major pilot (zm. 1942)
- 1907:
  - Spirydion Albański, polski piłkarz, bramkarz (zm. 1992)
  - Franciszek Jurecki, polski porucznik, żołnierz AK, uczestnik powstania warszawskiego (zm. 1944)
- 1908:
  - Jeanette Kessler, brytyjska narciarka alpejska (zm. 1972)
  - Georges Monneret, francuski kierowca i motocyklista wyścigowy (zm. 1983)
  - Lisa Resch, niemiecka narciarka alpejska (zm. 1949)
  - Witold Wincenty Staniszkis, polski inżynier hydrotechnik, polityk, więzień polityczny (zm. 2008)
- 1909 – Sándor Szalay, węgierski fizyk jądrowy (zm. 1987)
- 1910:
  - Adolf Branald, czeski pisarz, aktor (zm. 2008)
  - Zygmunt Czyżewski, polski hokeista, piłkarz, trener piłkarski (zm. 1998)
  - Guðmundur Daníelsson, islandzki poeta, prozaik, pedagog (zm. 1990)
  - Eugenia Umińska, polska skrzypaczka, pedagog (zm. 1980)
- 1911:
  - Mieczysław Kozdruń, polski skoczek narciarski, trener (zm. 1988)
  - Martin Matsbo, szwedzki biegacz narciarski (zm. 2002)
  - Flann O’Brien, irlandzki pisarz (zm. 1966)
  - Bas Paauwe, holenderski piłkarz (zm. 1989)
- 1912:
  - Anicet Adolf, hiszpański lasalianin, męczennik, święty (zm. 1934)
  - Bernard Chevallier, francuski jeździec sportowy (zm. 1997)
- 1913:
  - Martial Célestin, haitański polityk, premier Haiti (zm. 2011)
  - Paweł Cyganek, polski piłkarz (zm. 1995)
  - Roman Wörndle, niemiecki narciarz alpejski (zm. 1944)
- 1914:
  - Stefania Adamaszkówna, polska uczestniczka podziemia antyhitlerowskiego (zm. 1943)
  - Mieczysław Bielański, polski lutnik (zm. 1983)
- 1915:
  - Silvina Bullrich, argentyńska pisarka, dziennikarka, scenarzystka filmowa (zm. 1990)
  - Siergiej Miedunow, radziecki polityk (zm. 1999)
- 1916:
  - Witalij Ginzburg, rosyjski fizyk teoretyczny, laureat Nagrody Nobla pochodzenia żydowskiego (zm. 2009)
  - George Sidney, amerykański reżyser i producent filmowy (zm. 2002)
  - Ladislav Šimůnek, czeski piłkarz (zm. 1969)
- 1917 – Luis Carniglia, argentyński piłkarz, trener (zm. 2001)
- 1918:
  - Giovanni Cheli, włoski kardynał (zm. 2013)
  - Ken’ichi Fukui, japoński chemik, laureat Nagrody Nobla (zm. 1998)
  - Leonard Michniewski, polski siatkarz, brydżysta, działacz PZBS (zm. 2016)
- 1919:
  - Władimir Ławrow, radziecki dyplomata (zm. 2011)
  - Eugeniusz Tyrkiel, polski inżynier materiałoznawstwa i termodynamiki stopów (zm. 2010)
- 1920:
  - Leland Merrill, amerykański zapaśnik (zm. 2009)
  - Steve Seymour, amerykański lekkoatleta, oszczepnik (zm. 1973)
- 1921:
  - Stanisław Augustyniak, polski działacz harcerski, członek podziemia antyhitlerowskiego (zm. 2018)
  - Francisco Morales Bermúdez, peruwiański generał, polityk, premier i prezydent Peru (zm. 2022)
  - Pierre Riché, francuski historyk, mediewista, wykładowca akademicki (zm. 2019)
- 1922:
  - Malcolm Baldrige, amerykański polityk (zm. 1987)
  - Edmund Bąk, polski ekonomista, żeglarz, działacz żeglarski (zm. 2016)
  - Edward Chromy, polski pułkownik pilot, polityk, poseł na Sejm PRL (zm. 2003)
  - Adam Hollanek, polski pisarz, publicysta (zm. 1998)
  - Franciszek Karbownik, polski emigracyjny historyk wojskowości (zm. 2005)
  - Joanna Beretta Molla, włoska lekarka, święta (zm. 1962)
- 1923:
  - Charlton Heston, amerykański aktor (zm. 2008)
  - Janina Trojanowska-Zborowska, polska łączniczka, żołnierz AK, uczestniczka powstania warszawskiego (zm. 1944)
- 1924:
  - Sona Aslanova, azerska śpiewaczka operowa (sopran), aktorka, pedagog (zm. 2011)
  - Jan Cieślik, polski generał brygady (zm. 1995)
  - Maurice Karnaugh, amerykański fizyk, matematyk (zm. 2022)
- 1925:
  - Foto Çami, albański polityk komunistyczny
  - Marlen Chucyjew, gruziński aktor, reżyser i scenarzysta filmowy (zm. 2019)
  - Lars Glassér, szwedzki kajakarz (zm. 1999)
  - Longin Majdecki, polski architekt krajobrazu, historyk sztuki (zm. 1997)
  - Giuseppe Sermonti, włoski biolog, genetyk, wykładowca akademicki (zm. 2018)
  - Fiodor Tierientjew, radziecki biegacz narciarski (zm. 1963)
- 1926:
  - Georgi Georgiew-Gec, bułgarski aktor (zm. 1996)
  - Kazuhiko Nishijima, japoński fizyk (zm. 2009)
- 1927:
  - Roberto Bussinello, włoski kierowca wyścigowy (zm. 1999)
  - Ałła Kuźmińska, polska filolog (zm. 2021)
  - Dobrosław Mater, polski aktor (zm. 1997)
  - Mieczysław Michalik, polski generał brygady, filozof, etyk (zm. 2016)
  - Eva Pawlik, austriacka łyżwiarka figurowa, aktorka (zm. 1983)
  - Wiesław Wieczorkiewicz, polski architekt, urbanista (zm. 1995)
- 1928:
  - George Chambers, trynidadzko-tobagijski polityk, premier (zm. 1997)
  - James Forman, amerykański obrońca praw człowieka (zm. 2005)
  - Bob Scott, amerykański kierowca wyścigowy (zm. 1954)
  - Torben Ulrich, duński tenisista, malarz (zm. 2023)
  - Jorma Valkama, fiński lekkoatleta, skoczek w dal (zm. 1962)
- 1929:
  - Karli Coburger, niemiecki generał major Stasi
  - Zbigniew Paliwoda, polski żołnierz, uczestnik podziemia antykomunistycznego (zm. 2016)
  - Alfred Poloczek, polski piłkarz (zm. 1998)
- 1930:
  - Paweł Cieślar, polski polityk, dyplomata (zm. 2011)
  - Jerzy Drużycki, polski artysta plastyk, ilustrator, fotograf, twórca ekslibrisów (zm. 1995)
  - Svava Jakobsdóttir, islandzka pisarka (zm. 2004)
  - Hieroteusz (Petrakis), grecki biskup prawosławny (zm. 2019)
  - Katherine Wei-Sender, amerykańska brydżystka, działaczka brydżowa pochodzenia chińskiego (zm. 2024)
- 1931:
  - Thane Baker, amerykański lekkoatleta, sprinter
  - Luigi Caligaris, włoski generał brygady, polityk, eurodeputowany (zm. 2019)
  - Basil D’Oliveira, angielski krykiecista (zm. 2011)
  - Jurand Jarecki, polski architekt (zm. 2024)
  - Edward Kazimierski, polski działacz sportowy (zm. 2024)
  - Marek Roman, polski inżynier środowiska (zm. 2003)
  - Richard Rorty, amerykański filozof (zm. 2007)
  - Igor Wołczok, rosyjski piłkarz, trener (zm. 2016)
- 1932:
  - Étienne Davignon, belgijski dyplomata, polityk, eurokomisarz
  - Stan Dragoti, amerykański reżyser filmowy pochodzenia albańskiego (zm. 2018)
  - Felicia Farr, amerykańska aktorka, modelka
- 1933:
  - Ryszard Czajkowski, polski geofizyk, dziennikarz, operator filmowy, pisarz, reporter, publicysta, podróżnik, polarnik (zm. 2024)
  - Jerzy Fronk, polski operator filmowy
  - Latinka Perović, serbska historyk, działaczka społeczna, polityk (zm. 2022)
- 1934:
  - Sérgio Henrique Ferreira, brazylijski naukowiec, lekarz, farmakolog (zm. 2016)
  - Veikko Heinonen, fiński skoczek narciarski (zm. 2015)
  - Zofia Mroczka, polska nauczycielka, polityk, poseł na Sejm PRL
  - Zbigniew Pietrzykowski, polski bokser (zm. 2014)
  - Zenon Uryga, polski literaturoznawca, dydaktyk (zm. 2024)
  - Wojciech Wrzesiński, polski historyk, wykładowca akademicki (zm. 2013)
- 1935:
  - Jacek Butrymowicz, polski reżyser filmowy
  - Joseph Anthony Irudayaraj, indyjski duchowny katolicki, biskup Dharmapuri (zm. 2019)
  - Horst Janson, niemiecki aktor (zm. 2025)
  - Jan Piątkowski, polski prawnik, polityk, poseł na Sejm RP, minister sprawiedliwości i prokurator generalny (zm. 2016)
  - Jadwiga Wejcman, polska aktorka, piosenkarka (zm. 1997)
- 1936:
  - Barbara Majzel, polska polityk, poseł na Sejm PRL
  - Ömyrzak Sułtangazin, kazachski matematyk (zm. 2005)
- 1937:
  - Jackie Collins, brytyjska pisarka (zm. 2015)
  - Ryszard Czerwiński, polski fotograf (zm. 2010)
  - Wojciech Łazarek, polski piłkarz, trener (zm. 2023)
  - Tadeusz Franciszek Machnowski, polski poeta, prozaik, publicysta
  - Urszula Trawińska-Moroz, polska śpiewaczka operowa (sopran koloraturowy) (zm. 2025)
  - Franz Vranitzky, austriacki polityk, kanclerz Austrii
- 1938:
  - Willi Schulz, niemiecki piłkarz
  - Kurt Wüthrich, szwajcarski chemik, laureat Nagrody Nobla
- 1939:
  - Timothy Carlton, brytyjski aktor
  - Andrzej Łukaszewski, polski malarz, grafik (zm. 2017)
  - Ivan Mauger, nowozelandzki żużlowiec (zm. 2018)
  - Franciszek Sobczak, polski szablista, trener, działacz sportowy (zm. 2009)
  - Marta Sosińska-Janczewska, polska pianistka
- 1940:
  - Renato Altissimo, włoski przedsiębiorca, polityk (zm. 2015)
  - Barbara Henneberger, niemiecka narciarka alpejska (zm. 1964)
  - Tadeusz Hübner, polski historyk, mediewista (zm. 1966)
  - Silvio Marzolini, argentyński piłkarz, trener (zm. 2020)
  - Wiaczesław Skomorochow, ukraiński lekkoatleta, płotkarz (zm. 1992)
- 1941:
  - Ivan Dieška, słowacki taternik, alpinista, autor książek o tematyce górskiej (zm. 2006)
  - Herbert Pankau, niemiecki piłkarz (zm. 2025)
  - Anne Rice, amerykańska pisarka (zm. 2021)
  - Robert Wilson, amerykański reżyser teatralny, dramaturg (zm. 2025)
- 1942:
  - Zdzisław Chmielewski, polski historyk, polityk, eurodeputowany
  - Irm Hermann, niemiecka aktorka (zm. 2020)
- 1943:
  - Owen Davidson, australijski tenisista (zm. 2023)
  - Feliks Dela, polski strażak, generał brygadier, komendant główny PSP (zm. 2017)
  - Mick Jackson, brytyjski reżyser filmowy i telewizyjny
  - Henryk Siedlecki, polski rolnik, działacz spółdzielczy, polityk, poseł na Sejm RP (zm. 2024)
- 1944:
  - Rocío Dúrcal, hiszpańska aktorka, piosenkarka (zm. 2006)
  - Rainer Podlesch, niemiecki kolarz torowy i szosowy
  - Józef Szaniawski, polski politolog, sowietolog, dziennikarz (zm. 2012)
- 1945:
  - Tadeusz Bałachowicz, polski generał dywizji
  - Bo Ralph, szwedzki językoznawca
- 1946:
  - Luís Flávio Cappio, brazylijski duchowny katolicki, biskup Barry
  - Chuck Hagel, amerykański przedsiębiorca, polityk, senator
  - Michael Mullen, amerykański admirał
  - Susan Sarandon, amerykańska aktorka
  - Francesco Speroni, włoski polityk
  - Franciszek Wołodźko, polski samorządowiec, marszałek województwa świętokrzyskiego
  - Stanisław Woźniak, polski generał brygady, dyplomata
- 1947:
  - Marek Andrzejewski, polski historyk (zm. 2023)
  - Julien Clerc, francuski piosenkarz
  - Jelena Fatalibekowa, rosyjska szachistka
  - Jim Fielder, amerykański basista, członek zespołu Blood, Sweat & Tears
  - Nobuo Kawakami, japoński piłkarz
  - Stefan Persson, szwedzki przedsiębiorca
  - Christian Piot, belgijski piłkarz, bramkarz
  - Nikom Wairatpanij, tajski polityk
- 1948:
  - Meg Bennett, amerykańska aktorka (zm. 2024)
  - Krzysztof Czabański, polski dziennikarz, publicysta
  - Roy Evans, angielski piłkarz, trener
  - Linda McMahon, amerykańska polityk
  - Mao Chi-kuo, tajwański polityk, premier Tajwanu
  - Stanisław Nicieja, polski historyk, polityk, senator RP
- 1949:
  - Armand Assante, amerykański aktor pochodzenia irlandzko-włoskiego
  - Antonello Cuccureddu, włoski piłkarz, trener
  - Anne Ditchburn, kanadyjska aktorka
  - Stephen Gyllenhaal, amerykański reżyser filmowy
  - Luis Sepúlveda, chilijski pisarz (zm. 2020)
- 1950:
  - Lejla Agolli, albańska kompozytorka, pianistka
  - Elżbieta Biesiekierska, polska koszykarka (zm. 2013)
  - Nicolas Giffard, francuski szachista
  - Alan Rosenberg, amerykański aktor pochodzenia żydowskiego
- 1951:
  - Jan Burek, polski inżynier, wykładowca akademicki, samorządowiec, wicemarszałek województwa podkarpackiego
  - Mark Demling, amerykański piłkarz, trener
  - Magda Maros, węgierska florecistka
  - Truck Robinson, amerykański koszykarz, trener
  - Barbara Rubaszewska, polska lekkoatletka, biegaczka średniodystansowa
  - Norbert Sattler, austriacki kajakarz górski (zm. 2023)
  - Atanas Szopow, bułgarski sztangista
- 1952:
  - Kirsten Cooke, brytyjska aktorka
  - Angela Coughlan, kanadyjska pływaczka (zm. 2009)
  - Petkana Makaweewa, bułgarska koszykarka
  - Gerhard Schindler, niemiecki prawnik, polityk
  - Tawadros II, patriarcha Koptyjskiego Kościoła Ortodoksyjnego
  - Joseph Werth, rosyjski duchowny katolicki pochodzenia niemieckiego, biskup Nowosybirska
- 1953:
  - Piotr Aleksandrowicz, polski dziennikarz (zm. 2016)
  - Walter Baumgartner, szwajcarski kolarz torowy i szosowy (zm. 2024)
  - Sebastian Jasiński, polski duchowny katolicki, franciszkanin, biblista
  - Tchéky Karyo, francuski aktor pochodzenia tureckiego
  - Andreas Vollenweider, szwajcarski muzyk, kompozytor, multiinstrumentalista
  - Franciszek Wołowicz, polski samorządowiec, polityk, poseł na Sejm RP
- 1954:
  - Krzysztof Michalski, polski dziennikarz
  - Lubomir Petrow, bułgarski wioślarz
  - Józef Szamocki, polski duchowny katolicki, biskup pomocniczy toruński
  - Barton Zwiebach, peruwiańsko-amerykański fizyk, wykładowca akademicki pochodzenia żydowskiego
- 1955:
  - Manny Andruszewski, angielski piłkarz pochodzenia polskiego
  - Luis Herrero-Tejedor, hiszpański dziennikarz, polityk, eurodeputowany
  - Zbigniew Janowski, polski związkowiec, polityk, poseł na Sejm RP
  - Anton Pichler, austriacki piłkarz
  - Jorge Valdano, argentyński piłkarz, trener
- 1956:
  - Georgi Bliznaszki, bułgarski prawnik, polityk, p.o. premiera Bułgarii
  - Hans van Breukelen, holenderski piłkarz, bramkarz
  - Tomasz Busse, polski zapaśnik
  - Ahmad al-Haszszani, tunezyjski polityk
  - Andrzej Jacek Piotrowski, polski elektronik, urzędnik państwowy
  - Vincent V. Severski, polski funkcjonariusz służb specjalnych, pisarz
  - Christoph Waltz, austriacki aktor
- 1957:
  - Michael Anthony, gujański bokser
  - Milovan Drecun, serbski politolog, dziennikarz, polityk
  - Kenneth Jaliens, surinamski trener piłkarski
  - Tadeusz Meszko, polski pisarz, scenarzysta i operator filmowy (zm. 2025)
  - Marilyn Norry, kanadyjska aktorka
  - Marek Rząsa, polski samorządowiec, polityk, poseł na Sejm RP
  - Aleksandr Tkaczow, rosyjski gimnastyk
  - Zbigniew Waleryś, polski aktor
- 1958:
  - Domicela Kopaczewska, polska pedagog, polityk, poseł na Sejm RP
  - Ned Luke, amerykański aktor
  - Włodek Pawlik, polski pianista jazzowy, kompozytor, pedagog
  - Danuta Stanisławska, polska hokeistka na trawie
  - Jan Tombiński, polski dyplomata
- 1959:
  - Francesco De Angelis, włoski samorządowiec, polityk
  - Moses Effiong, nigeryjski piłkarz (zm. 2025)
  - Valérie Fourneyron, francuska lekarka, działaczka samorządowa, polityk
  - Beata Kolak-Kuzdak, polska aktorka
  - Patxi López, baskijski i hiszpański polityk
  - Chris Lowe, brytyjski muzyk, wokalista, członek zespołu Pet Shop Boys
  - Tony Meo, angielski snookerzysta
  - Sierik Nurkazow, kazachski bokser
- 1960:
  - Francisco Alcaraz, paragwajski piłkarz
  - Peter Holmberg, żeglarz sportowy z Wysp Dziewiczych Stanów Zjednoczonych
  - Yvette Popławska, polska dziennikarka, reportażystka, poetka, pisarka, eseistka (zm. 2023)
- 1961:
  - Hubertus van Megen, holenderski duchowny katolicki, arcybiskup, nuncjusz apostolski
  - Jon Secada, kubański piosenkarz, autor tekstów
  - Zoran Vulić, chorwacki piłkarz, trener
- 1962:
  - Carlos Carsolio, meksykański himalaista
  - José Couceiro, portugalski piłkarz, trener
  - Roberto Gaa, filipiński duchowny katolicki, biskup Novaliches
  - Peter Lux, niemiecki piłkarz, trener
  - Marc Minkowski, francuski dyrygent, fagocista pochodzenia polskiego
  - Mike Norris, amerykański aktor, reżyser i scenarzysta filmowy i telewizyjny
  - Jean-Luc Sassus, francuski piłkarz (zm. 2015)
- 1963:
  - Marcelo Buquet, urugwajski aktor
  - Bogusław Klozik, polski zapaśnik
  - Sławomir Makaruk, polski podróżnik, fotograf
  - Zbigniew Rynasiewicz, polski polityk, samorządowiec, poseł na Sejm RP
- 1964:
  - Abdallah Victor Farhat, libański prawnik, polityk
  - Tengiz Łogua, rosyjski piłkarz pochodzenia abchaskiego
  - Colin Miller, kanadyjski piłkarz pochodzenia szkockiego
  - Yvonne Murray, brytyjska lekkoatletka, biegaczka długodystansowa
  - Monika Ritz, niemiecka szpadzistka
  - Pasi Tauriainen, fiński piłkarz
- 1965:
  - Wiktorija Burenok, ukraińska koszykarka
  - Þorgerður Katrín Gunnarsdóttir, islandzka polityk
  - Jewgienij Kaspierski, rosyjski ekspert w dziedzinie bezpieczeństwa informatycznego, przedsiębiorca
  - Fidel Nadal, argentyński muzyk reggae
  - Izet Nanić, bośniacki dowódca wojskowy (zm. 1995)
  - Orlin Norris, amerykański bokser
  - Cécile Odin, francuska kolarka szosowa i torowa
  - Rykers Solomon, naurański polityk
  - Vittorio Viola, włoski duchowny katolicki, biskup Tortony
  - Micky Ward, amerykański bokser
  - Jarosław Wróbel, polski ekonomista, menedżer
- 1966:
  - John van den Brom, holenderski piłkarz
  - Celina Maryńczuk, polska architekt, konserwatorka zabytków, zabytkoznawczyni (zm. 2022)
  - Warren Spink, australijski piłkarz, trener
- 1967:
  - Sofija Bożanowa, bułgarska lekkoatletka, trójskoczkini i skoczkini w dal
  - Piotr Całbecki, polski polityk, marszałek województwa kujawsko-pomorskiego
  - Nick Green, australijski wioślarz
  - Torsten Kracht, niemiecki piłkarz
  - Liev Schreiber, amerykański aktor, reżyser filmowy pochodzenia żydowskiego
- 1968:
  - Beverley Allitt, brytyjska seryjna morderczyni
  - Raszid al-Basir, marokański lekkoatleta, średniodystansowiec
  - Dragan Glamočić, serbski agronom, wykładowca akademicki, polityk
  - Alex Holzwarth, niemiecki perkusista, członek zespołu Rhapsody of Fire
  - Thompson Oliha, nigeryjski piłkarz (zm. 2013)
- 1969:
  - Alex Bapela, południowoafrykański piłkarz
  - Peter Bryan, brytyjski seryjny morderca, kanibal
  - Wojciech Lubiński, polski pulmonolog, pułkownik, osobisty lekarz prezydenta RP (zm. 2010)
- 1970:
  - Wilfredo Alvarado, wenezuelski piłkarz
  - Geoffrey Fletcher, amerykański reżyser i scenarzysta filmowy
  - Brian Kozlowski, amerykański futbolista pochodzenia polskiego
  - Olga Kuzienkowa, rosyjska lekkoatletka, młociarka
  - Martin Vaniak, czeski piłkarz, bramkarz
  - Dorota Wysocka-Schnepf, polska dziennikarka i prezenterka telewizyjna
  - Zdrawko Zdrawkow, bułgarski piłkarz, bramkarz
- 1971:
  - Friderika Bayer, węgierska piosenkarka
  - Sylwester Czereszewski, polski piłkarz
  - Toshiya Fujita, japoński piłkarz
  - Hoyte van Hoytema, holendersko-szwedzki operator filmowy
  - Walerij Jesipow, rosyjski piłkarz, trener
  - Darren Middleton, australijski gitarzysta, wokalista
  - Małgorzata Rozenau, polska malarka, projektantka
  - Trond Espen Seim, norweski aktor
  - Tenmon, japoński kompozytor
  - Pablo Trapero, argentyński reżyser, scenarzysta i producent filmowy
  - Brian Transeau, amerykański wolskiata, muzyk, kompozytor, producent muzyczny
- 1972:
  - Małgorzata Bednarska-Bzdęga, polska szachistka
  - Nicola Fratoianni, włoski polityk
  - Joanna Stone, australijska lekkoatletka, oszczepniczka
  - Kurt Thomas, amerykański koszykarz
- 1973:
  - Daniel Francisco Blanco Méndez, kostarykański duchowny katolicki, biskup pomocniczy San José
  - Dennis Gansel, niemiecki aktor, reżyser i scenarzysta filmowy
  - Chris Parks, amerykański zapaśnik
  - Monika Wielichowska, polska działaczka samorządowa, polityk, poseł na Sejm RP
- 1974:
  - Mafalda Arnauth, portugalska pieśniarka fado
  - Jorge Banguero, kolumbijski piłkarz
  - Serhij Bułyhin-Szramko, ukraiński piłkarz, trener
  - Alejandro Cárdenas, meksykański lekkoatleta, sprinter
  - Ricardo Echarte, hiszpański judoka
- 1975:
  - Sandra Barneda, hiszpańska dziennikarka i prezenterka telewizyjna, aktorka, pisarka
  - Cristiano Lucarelli, włoski piłkarz
  - Alessandro Mancini, sanmaryński polityk, kapitan regent San Marino
  - Christina Otzen, duńska żeglarka sportowa
  - Marijana Petir, chorwacka nauczycielka, polityk, eurodeputowana
  - Petru Toarcă, rumuński zapaśnik
  - Vasilij Žbogar, słoweński żeglarz sportowy
- 1976:
  - Mauro Camoranesi, włoski piłkarz pochodzenia argentyńskiego
  - Amr Fahim, egipski piłkarz
  - Carla Harvey, amerykańska wokalistka, prezenterka, aktorka erotyczna
  - Saudia Roundtree, amerykańska koszykarka, trenerka
  - Alicia Silverstone, amerykańska aktorka
  - Ueli Steck, szwajcarski himalaista, alpinista (zm. 2017)
- 1977:
  - Serge Dié, iworyjski piłkarz
  - Isaac Hlatshwayo, południowoafrykański bokser
  - Ana Johnsson, szwedzka piosenkarka, autorka tekstów
  - Bartłomiej Macieja, polski szachista
  - Wiktoria Padlewska, polska dziennikarka, pisarka, aktorka
  - Nick Rogers, brytyjski żeglarz sportowy
  - Najat Vallaud-Belkacem, francuska polityk pochodzenia marokańskiego
- 1978:
  - Phillip Glasser, amerykański aktor, producent filmowy
  - Alexander Herr, niemiecki skoczek narciarski
  - Alfonso Pinto, włoski bokser
  - Telisha Shaw, amerykańska aktorka, tancerka, piosenkarka
  - Aleksandra Wasilkowska, polska artystka, architekt
- 1979:
  - Brandon Barash, amerykański aktor pochodzenia żydowskiego
  - Rachael Leigh Cook, amerykańska aktorka
  - Encarnación García Bonilla, hiszpańska siatkarka
  - Katarzyna Izydorek, polska lekkoatletka, płotkarka
  - Sandra Martinović, bośniacka tenisistka
  - Björn Phau, niemiecki tenisista
- 1980:
  - Mellisa Hollingsworth, kanadyjska skeletonistka
  - James Jones, amerykański koszykarz
  - Joseph P. Kennedy III, amerykański prawnik, polityk, kongresman
  - Kim Heung-su, południowokoreański skoczek narciarski, trener
  - Iuliana Nucu, rumuńska siatkarka
  - Tomáš Rosický, czeski piłkarz
  - Juan Urango, kolumbijski bokser
- 1981:
  - Natalja Korostielowa, rosyjska biegaczka narciarska
  - Iván Márquez, wenezuelski siatkarz
  - Lionel Mathis, francuski piłkarz
  - Jawad Ouaddouch, marokański piłkarz
  - Sarah Siegelaar, holenderska wioślarka
  - Justin Williams, kanadyjski hokeista
- 1982:
  - Calen Carr, amerykański piłkarz
  - Jovan Damjanović, serbski piłkarz
  - Omer Golan, izraelski piłkarz
  - Takashi Kitano, japoński piłkarz, bramkarz
  - Liam McGeary, brytyjski zawodnik MMA
  - Ilhan Omar, amerykańska politolog, polityk, kongreswoman pochodzenia somalijskiego
  - Martin Prokop, czeski kierowca rajdowy
  - Jered Weaver, amerykański baseballista
  - Xue Yuyang, chiński koszykarz
- 1983:
  - Michael Barrantes, kostarykański piłkarz
  - Gogita Gogua, gruziński piłkarz
  - Anna Kamińska, polska kolarka
  - Fernando López Miras, hiszpański polityk, prezydent Murcji
  - Kurt Suzuki, amerykański baseballista pochodzenia japońskiego
- 1984:
  - Michele Casagrande, włoski kolarz górski i przełajowy
  - Lena Katina, rosyjska piosenkarka
  - Álvaro Parente, portugalski kierowca wyścigowy
  - Meenakshi Thapar, indyjska aktorka (zm. 2012)
  - Karolina Tymińska, polska lekkoatletka, wieloboistka
- 1985:
  - Māris Gulbis, łotewski koszykarz
  - Cody McMains, amerykański aktor
  - Debora Seilhamer, portorykańska siatkarka
  - Shontelle, barbadoska piosenkarka
  - Zhang Dan, chińska łyżwiarka figurowa
- 1986:
  - Bárbara Arenhart, brazylijska piłkarka ręczna, bramkarka
  - Anna Ciarkowska, polska pisarka, literaturoznawczyni
  - Ana Citlidze, gruzińska polityczka

- - Clarencia Jones, belizeńska lekkoatletka, tyczkarka
  - Mariela Scarone, argentyńska hokeistka na trawie
  - Lauren Underwood, amerykańska polityk, kongreswoman
  - Nina Wisłowa, rosyjska badmintonistka
- 1987:
  - Oksana Kot, polska lekkoatletka, dyskobolka i kulomiotka
  - Michał Pajor, polski siatkarz (zm. 2008)
  - Suelen Pinto, brazylijska siatkarka
  - Ryan Shawcross, angielski piłkarz
- 1988:
  - Alan Andersz, polski aktor, tancerz
  - Melissa Benoist, amerykańska aktorka, wokalistka
  - Anna Berecz, węgierska narciarka alpejska
  - Lonnie Chisenhall, amerykański baseballista
  - Caner Erkin, turecki piłkarz
  - Junior Fernándes, chilijski piłkarz pochodzenia brazylijskiego
  - Derrick Rose, amerykański koszykarz
  - Magdaléna Rybáriková, słowacka tenisistka
- 1989:
  - Janisław Gerczew, bułgarski judoka
  - Hong Wei, chiński badmintonista
  - Dakota Johnson, amerykańska aktorka, modelka
  - Kengo Kawamata, japoński piłkarz
  - Taichirō Koga, japoński siatkarz
  - Lil Mama, amerykańska piosenkarka, raperka
  - Kimmie Meissner, amerykańska łyżwiarka figurowa
  - Haley Nemra, marszalska lekkoatletka, biegaczka średniodystansowa
  - Rambé, kabowerdyjski piłkarz
  - Rich Homie Quan, amerykański raper (zm. 2024)
  - Viktoria Rebensburg, niemiecka narciarka alpejska
  - Justyna Rybak, polska lekkoatletka, sprinterka i płotkarka
  - Colleen Ward, amerykańska siatkarka
  - Tessa Worley, francuska narciarka alpejska
- 1990:
  - Nabor Castillo, meksykański judoka
  - Howhannes Hambarcumian, ormiański piłkarz
  - Kévin Klinkenberg, belgijski siatkarz
  - Li Hang, chiński snookerzysta
  - Nela Pocisková, słowacka piosenkarka, aktorka
  - Siergiej Szubienkow, rosyjski lekkoatleta, płotkarz
  - Harrison Thomas, amerykański aktor
- 1991:
  - Anna Berta, szwedzka tenisistka pochodzenia uzbeckiego
  - Taufic Guarch, meksykański piłkarz pochodzenia hiszpańsko-kubańskiego
  - Nicolai Kielstrup, duński piosenkarz
  - Irina Korolowa, rosyjska siatkarka
  - Thijmen Kupers, holenderski lekkoatleta, średniodystansowiec
  - Rüstəm Orucov, azerski judoka
  - Erik Sviatchenko, duński piłkarz pochodzenia ukraińskiego
  - Yoshito Watabe, japoński kombinator norweski
- 1992:
  - Génesis Collazo, portorykańska siatkarka
  - Rupi Kaur, indyjsko-kanadyjska poetka, rysowniczka
  - Joe Taufeteʻe, amerykański rugbysta pochodzenia samoańskiego
  - Zhang Xiaoya, chińska siatkarka
- 1993:
  - Tuomas Koppanen, fiński siatkarz
  - Park Yeon-mi, północnokoreańska uciekinierka, działaczka na rzecz praw człowieka
  - Lucas Reiber, niemiecki aktor
  - Alina Vuc, rumuńska zapaśniczka
- 1994:
  - Ignazio Boschetto, włoski piosenkarz
  - Markus Hoelgaard, norweski kolarz szosowy
  - Iryna Kłymeć, ukraińska lekkoatletka, młociarka
  - Salulani Phiri, zambijski piłkarz
  - Sven Thorgren, szwedzki snowboardzista
- 1995:
  - Mikolas Josef, czeski piosenkarz, autor tekstów, gitarzysta, model
  - Ralf Mackenbach, holenderski piosenkarz, tancerz
  - Micha’el Ochanna, izraelski piłkarz
- 1996:
  - Ella Balinska, angielska aktorka pochodzenia polsko-jamajskiego
  - Antonio Blakeney, amerykański koszykarz
  - Ryan Lee, amerykański aktor
  - Karolina Młodawska, polska lekkoatletka, skoczkini w dal
- 1997:
  - Emily Overholt, kanadyjska pływaczka
  - Jakub Piotrowski, polski piłkarz
  - Nikola Vlašić, chorwacki piłkarz
- 1998:
  - Christopher Lillis, amerykański narciarz dowolny
  - Jakub Skierka, polski pływak
  - Mykoła Szaparenko, ukraiński piłkarz
  - Moussa Wagué, senegalski piłkarz
- 1999:
  - Ołeksandr Bielajew, ukraiński piłkarz
  - Marcin Bułka, polski piłkarz, bramkarz
  - Jackson Muleka, kongijski piłkarz
  - Marvin Pieringer, niemiecki piłkarz
- 2000 – Alfonso Pastor, hiszpański piłkarz, bramkarz
- 2001:
  - Michał Gierżot, polski siatkarz
  - Konrad Matuszewski, polski piłkarz
  - Arthur Zagre, francuski piłkarz pochodzenia burkińskiego
- 2002:
  - Julia Sereda, polska taekwondzistka, piosenkarka
  - Aster Vranckx, belgijski piłkarz pochodzenia kongijskiego
- 2003 – Samuel Iling-Junior, angielski piłkarz
- 2004 – Kaheim Dixon, jamajski piłkarz
- 2005 – Emmanuel, książę belgijski

## Zmarli
- 1052 – Włodzimierz Jarosławowicz, książę nowogrodzki (ur. 1020)
- 1160 – Konstancja Kastylijska, królowa Francji (ur. ok. 1136)
- 1189 – Gérard de Ridefort, wielki mistrz zakonu templariuszy (ur. ?)
- 1227 – Abdullah al-Adil, kalif Maroka (ur. ?)
- 1250 – Herman VI, margrabia Badenii, książę Austrii i Styrii (ur. ok. 1225)
- 1305 – Kameyama, cesarz Japonii (ur. 1249)
- 1369 – Guillaume d’Aigrefeuille, francuski kardynał (ur. 1326)
- 1418 – Werner z Falkensteinu, niemiecki duchowny katolicki, arcybiskup Trewiru, książę-elektor Rzeszy (ur. 1355)
- 1452 – Bolesław II, książę cieszyński (ur. ok. 1428)
- 1480 – Jakub z Sienna, polski duchowny katolicki, arcybiskup gnieźnieński i prymas Polski (ur. 1413)
- 1494 – Friedrich von Schaumberg, austriacki duchowny katolicki, książę arcybiskup metropolita Salzburga (ur. 1439)
- 1497 – Jan z Asturii, książę Asturii, następca tronu Kastylii i Leónu (ur. 1478)
- 1565 – Pier Paolo Vergerio, włoski duchowny katolicki, biskup, nuncjusz apostolski, następnie działacz reformacji (ur. 1498)
- 1569 – (prawdopodobnie) Mikołaj Rej, polski poeta, prozaik, tłumacz, polityk, teolog ewangelicki (ur. 1505)
- 1582 – Teresa z Ávili, hiszpańska zakonnica, mistyczka, święta (ur. 1515)
- 1597 – Sertse Dyngyl, cesarz Etiopii (ur. 1550)
- 1631 – Zofia, księżniczka meklemburska, królowa Danii i Norwegii (ur. 1557)
- 1638 – Franciszek Hiacynt, książę Sabaudii (ur. 1632)
- 1642 – Ernst von Brandenburg, margrabia brandenburski, książę Karniowa (ur. 1617)
- 1657 – Maurycy Sabaudzki, książę krwi Sabaudii, kardynał (ur. 1593)
- 1660 – Francesco Albani, włoski malarz (ur. 1578)
- 1661 – Jacqueline Pascal, francuska zakonnica, filozof (ur. 1625)
- 1669 – Rembrandt, holenderski malarz (ur. 1606)
- 1677 – Józef Bartłomiej Zimorowic, polski prozaik i poeta tworzący w języku łacińskim, kronikarz, burmistrz Lwowa (ur. 1597)
- 1680 – Jacobus Sibrandi Mancadan, holenderski malarz, urzędnik państwowy (ur. 1602)
- 1687 – Bartłomiej Nataniel Wąsowski, polski duchowny katolicki, jezuita, teolog, pisarz, architekt (ur. 1617)
- 1689 – Quirinus Kuhlmann, niemiecki poeta, mistyk (ur. 1651)
- 1691:
  - Louis Abelly, francuski duchowny katolicki, biskup Rodez, teolog (ur. 1603)
  - Federico Baldeschi Colonna, włoski kardynał, nuncjusz apostolski (ur. 1625)
- 1692 – François-Gaston de Béthune, francuski markiz, dyplomata (ur. 1638)
- 1743 – John Campbell, brytyjski arystokrata, polityk, dyplomata (ur. 1678)
- 1744 – Adam Pawłowski, polski rotmistrz, polityk (ur. 1680)
- 1747 – João da Mota e Silva, portugalski kardynał, polityk (ur. 1685)
- 1747 – Amaro Pargo, hiszpański kaper, kupiec (ur. 1678)
- 1755 – Samuel von Cocceji, niemiecki baron, prawnik (ur. 1679)
- 1790 – Jan Dekert, polski polityk, prezydent Warszawy (ur. 1738)
- 1798 – Antoine Léonard Chézy, francuski matematyk, inżynier (ur. 1718)
- 1800 – Johann Hermann, francuski lekarz, przyrodnik pochodzenia niemieckiego (ur. 1738)
- 1818 – Josef Abel, austriacki malarz (ur. 1764)
- 1827 – Klemens Urmowski, polski prawnik, sędzia, wykładowca akademicki, bibliofil (ur. 1780)
- 1830 – Johann Ludwig Yorck von Wartenburg, pruski feldmarszałek (ur. 1759)
- 1851 – Manuel Godoy, hiszpański książę, polityk (ur. 1767)
- 1858 – Józef Paszkowski, polski pułkownik, pisarz wojskowy (ur. 1787)
- 1859 – Karl Baedeker, niemiecki pisarz, księgarz, wydawca przewodników turystycznych (ur. 1801)
- 1863 – Gerrit Schimmelpenninck, holenderski polityk, pierwszy premier Holandii (ur. 1794)
- 1867 – Franciszek Ksawery Seelos, niemiecki redemptorysta, błogosławiony (ur. 1819)
- 1871 – Sarel Cilliers, południowoafrykański kaznodzieja, wojskowy, jeden z liderów voortrekkerów (ur. 1801)
- 1890 – Hugo I Henckel von Donnersmarck, niemiecki arystokrata, przemysłowiec (ur. 1811)
- 1894 – John Chivington, amerykański pastor metodystyczny, pułkownik, zbrodniarz wojenny (ur. 1821)
- 1899 – Paul Janet, francuski filozof, wykładowca akademicki (ur. 1823)
- 1901:
  - Luis Álvarez Catalá, hiszpański malarz (ur. 1836)
  - Józef Dziewoński, polski malarz, grafik, inżynier, uczestnik powstania styczniowego (ur. 1827)
  - Ludwik Szwede, polski przedsiębiorca, działacz społeczny (ur. 1816)
- 1903 – Otto Weininger, austriacki filozof pochodzenia żydowskiego (ur. 1880)
- 1904:
  - Frédéric-Auguste Bartholdi, francuski rzeźbiarz (ur. 1834)
  - Adela Florence Nicolson, brytyjska poetka (ur. 1865)
- 1907 – Alfredo Keil, portugalski kompozytor, malarz, poeta pochodzenia niemieckiego (ur. 1850)
- 1910 – Roman Plenkiewicz, polski pisarz, historyk literatury (ur. 1833)
- 1915 – Karl Staaff, szwedzki polityk, premier Szwecji (ur. 1860)
- 1916:
  - Elżbieta Hutten-Czapska, polska numizmatyczka (ur. 1833)
  - Michał Jedynak, polski rolnik, polityk (ur. 1872)
  - Aleksiej Stenbock-Fermor, rosyjski hrabia, generał-lejtnant (ur. 1835)
- 1918 – Józef Engling, niemiecki kleryk, żołnierz, Sługa Boży (ur. 1898)
- 1920:
  - Jan Huber, polski generał porucznik intendent (ur. 1865)
  - Józef Kantor, polski nauczyciel, etnograf (ur. 1870)
  - Aleksander Karwasiński, polski plutonowy (ur. 1897)
  - Mieczysław Kurzypiński, polski harcerz (ur. 1900)
  - Stefan Walter, polski major piechoty (ur. 1891)
- 1922 – Bohdan Broniewski, polski inżynier, przemysłowiec, polityk (ur. 1855)
- 1926 – Augustyn Rosentreter, polski duchowny katolicki, biskup chełmiński (ur. 1844)
- 1930 – Ołena Pcziłka, ukraińska pisarka, krytyk literacki, wydawca, etnograf (ur. 1849)
- 1932 – Walerian Wojtulewicz, polski kapitan piechoty (ur. 1892)
- 1933 – Gerald Cadogan, brytyjski arystokrata, dowódca wojskowy, polityk (ur. 1869)
- 1934:
  - Marija Zańkowećka, ukraińska aktorka (ur. 1854)
  - Aleksander Skowroński, polski duchowny katolicki, prałat, działacz narodowy i społeczny na Górnym Śląsku (ur. 1863)
- 1935:
  - Jean Béraud, francuski malarz, grafik (ur. 1849)
  - Franciszek Roth, polski rzeźbiarz, przedsiębiorca (ur. 1866)
- 1936:
  - Józef Canet Giner, hiszpański duchowny katolicki, męczennik, błogosławiony (ur. 1903)
  - Henryk Morant Pellicer, hiszpański duchowny katolicki, męczennik, błogosławiony (ur. 1908)
  - Alfred Pellicer Muñoz, hiszpański franciszkanin, męczennik, błogosławiony (ur. 1914)
- 1937 – Iwan Mykytenko, ukraiński prozaik, dramaturg, publicysta (ur. 1897)
- 1938:
  - Choʻlpon, uzbecki prozaik, dramaturg, poeta, tłumacz (ur. 1897)
  - Abdułła Kadiri, uzbecki prozaik (ur. 1894)
  - José Luis Tejada Sorzano, boliwijski prawnik, polityk, wiceprezydent i prezydent Boliwii (ur. 1882)
- 1940 – Karol Żmij, polski teolog, duchowny rzymskokatolicki (ur. 1907)
- 1941:
  - Toivo Antikainen, fiński działacz socjaldemokratyczny i komunistyczny, radziecki polityk i wojskowy (ur. 1898)
  - Otakar Klapka, czeski prawnik, polityk, burmistrz Pragi (ur. 1891)
  - Karol Nachtlicht-Światełko, polski rotmistrz (ur. 1893)
- 1942:
  - Józefa Bramowska, polska polityk, senator RP (ur. 1860)
  - Edmund Płoski, polski prawnik, działacz socjalistyczny (ur. 1859)
  - Albert Vogt, szwajcarski duchowny katolicki, historyk, bizantynolog, wykładowca akademicki (ur. 1874)
- 1943:
  - Irena Iłłakowiczowa, polska podporucznik NSZ, agentka wywiadu, poliglotka (ur. 1906)
  - Chawadżi Muchamied-Mirzajew, radziecki starszy sierżant (ur. 1910)
  - Antoni Rychel, polski porucznik, żołnierz AK (ur. 1906)
- 1944:
  - Bronisław Kaminski, rosyjski dowódca brygady kolaboracyjnej Rosyjskiej Wyzwoleńczej Armii Ludowej, zbrodniarz wojenny pochodzenia polsko-niemieckiego (ur. 1899)
  - Bronisław Laskownicki, polski dziennikarz, wydawca, literat, tłumacz, działacz niepodległościowy i społeczny (ur. 1866)
  - Stanisław Rongenc, polski działacz komunistyczny, socjalistyczny i związkowy, uczestnik powstania warszawskiego (ur. 1897)
  - Al Smith, amerykański polityk (ur. 1873)
- 1945:
  - Arseniusz (Czechowcew), rosyjski biskup prawosławny, misjonarz (ur. 1866)
  - Otto Lienau, niemiecki profesor praktycznej budowy okrętów i statyki konstrukcji statków (ur. 1877)
- 1946 – Barney Oldfield, amerykański kierowca wyścigowy (ur. 1878)
- 1947 – Max Planck, niemiecki fizyk, wykładowca akademicki, teolog luterański, laureat Nagrody Nobla (ur. 1858)
- 1948:
  - Aleksander Axer, polsko-szwajcarski matematyk, nauczyciel pochodzenia żydowskiego (ur. 1880)
  - Arthur Whitten Brown, brytyjski podpułkownik pilot (ur. 1886)
  - Georg Kulenkampff, niemiecki skrzypek (ur. 1898)
  - Michel Polak, szwajcarski architekt (ur. 1885)
  - Karol Stüldt, polski fabrykant, polityk, senator RP pochodzenia niemieckiego (ur. 1878)
- 1949 – Edmund Eysler, austriacki kompozytor operetkowy (ur. 1874)
- 1950 – Marek Kubliński, polski działacz podziemia antykomunistycznego (ur. 1931)
- 1951:
  - Henrietta Lacks, amerykańska pacjentka, której komórki rakowe dały początek pierwszej linii nieśmiertelnych ludzkich komórek HeLi (ur. 1920)
  - Reinhold Trautmann, niemiecki językoznawca, wykładowca akademicki (ur. 1883)
- 1954:
  - Hertha Pohl, niemiecka pisarka (ur. 1889)
  - Włodzimierz Żelechowski, polski poeta, prozaik, urzędnik i działacz kulturalny (ur. 1893)[7]
- 1955 – Zofia Stankiewicz, polska malarka, graficzka (ur. 1862)
- 1959 – Mieczysław Orłowicz, polski prawnik, geograf, krajoznawca, popularyzator turystyki (ur. 1881)
- 1960 – Adam Szydłowski, polski podpułkownik dyplomowany piechoty (ur. 1900)
- 1961:
  - Beniamin (Fiedczenkow), rosyjski biskup prawosławny (ur. 1880)
  - Bernd Lünser, niemiecka ofiara muru berlińskiego (ur. 1939)
  - Max Weber, amerykański malarz pochodzenia żydowskiego (ur. 1881)
- 1963:
  - Lloyd Fredendall, amerykański generał porucznik (ur. 1883)
  - Zygmunt Nowakowski, polski pisarz, felietonista, dziennikarz, aktor, reżyser teatralny, doktor filologii polskiej (ur. 1891)
- 1964 – Sam Cowan, angielski piłkarz, trener (ur. 1901)
- 1965:
  - Józef Droba, polski pułkownik artylerii (ur. 1892)
  - Henryk Modrzewski, polski aktor, reżyser teatralny (ur. 1897)
- 1966 – Jacob Domgörgen, niemiecki bokser (ur. 1908)
- 1967:
  - George Nelson Coffey, amerykański gleboznawca, wykładowca akademicki (ur. 1875)
  - Wiktor Radus-Zieńkowicz, radziecki polityk (ur. 1878)
  - Janusz Franciszek Radziwiłł, polski książę, polityk, poseł na Sejm i senator RP (ur. 1880)
- 1968:
  - Francis Biddle, amerykański prawnik, sędzia, prokurator generalny (ur. 1886)
  - Jan Kurnakowicz, polski aktor (ur. 1901)
- 1969:
  - Léon Brillouin, francuski fizyk, wykładowca akademicki (ur. 1889)
  - Waleria Drygała, polska dziennikarka (ur. 1908)
  - Jerzy Hoppen, polski malarz, grafik, historyk sztuki, konserwator zabytków, pedagog (ur. 1891)
  - Natalino Otto, włoski piosenkarz, aktor, producent muzyczny (ur. 1912)
  - Jerzy Stempowski, polski eseista, krytyk literacki, tłumacz (ur. 1893)
- 1970:
  - Janis Joplin, amerykańska piosenkarka, autorka tekstów (ur. 1943)
  - Christian Thomas, duński gimnastyk (ur. 1896)
  - Stanisław Urstein, polski pianista, dyrygent, pedagog (ur. 1915)
- 1971:
  - Ignacy Alejski, polski kapitan piechoty (ur. 1898)
  - Norman Cota, amerykański generał (ur. 1893)
- 1972 – Senarath Paranavithana, lankijski archeolog (ur. 1896)
- 1973:
  - Anna Hyatt Huntington, amerykańska rzeźbiarka (ur. 1876)
  - Hermann Kober, niemiecki matematyk pochodzenia żydowskiego (ur. 1888)
  - Walter Montagu-Douglas-Scott, brytyjski arystokrata, polityk (ur. 1894)
- 1974:
  - Michał Butkiewicz polski inżynier, kolejarz, polityk, minister komunikacji (ur. 1886)
  - Robert Lee Moore, amerykański matematyk, wykładowca akademicki (ur. 1882)
  - Karl Theodor Schäfer, niemiecki duchowny katolicki, teolog, wykładowca akademicki (ur. 1900)
  - Anne Sexton, amerykańska pisarka, poetka (ur. 1928)
  - Stanisław Wocjan, polski malarz (ur. 1903)
- 1975 – May Sutton, amerykańska tenisistka (ur. 1886)
- 1977:
  - Jadwiga Andrzejewska, polska aktorka (ur. 1915)
  - Ippolito Rotoli, włoski duchowny katolicki, arcybiskup, nuncjusz apostolski (ur. 1914)
- 1978 – Konstanty Stecki, polski botanik, wykładowca akademicki (ur. 1885)
- 1979 – Cyryl Vogel, amerykański duchowny katolicki, biskup Saliny (ur. 1905)
- 1980:
  - Eugène Aisberg, francuski dziennikarz naukowy, esperantysta, popularyzator techniki pochodzenia rosyjskiego (ur. 1905)
  - Sihugo Green, amerykański koszykarz (ur. 1933)
  - Ryszard Kraśko, polski pisarz, dziennikarz (ur. 1931)
  - Piotr Maszerau, radziecki i białoruski polityk (ur. 1918)
  - László Szollás, węgierski łyżwiarz figurowy pochodzenia żydowskiego (ur. 1907)
  - Władimir Waslajew, radziecki polityk (ur. 1924)
- 1981:
  - Czesław Sipowicz, polski duchowny katolicki obrządku bizantyjsko-słowiańskiego, wizytator apostolski dla diaspory wiernych Białoruskiego Kościoła Greckokatolickiego, przełożony generalny zakonu marianów (ur. 1914)
  - Aleksander Wojciechowski, polski krajoznawca, przewodnik i działacz turystyczny (ur. 1904)
- 1982:
  - Ahmad Hasan al-Bakr, iracki generał, polityk, minister obrony, premier i prezydent Iraku (ur. 1914)
  - Glenn Gould, kanadyjski pianista, kompozytor (ur. 1932)
  - Leroy Grumman, amerykański pilot, instruktor, konstruktor lotniczy, przemysłowiec (ur. 1895)
- 1983 – Juan López Fontana, urugwajski trener piłkarski (ur. 1908)
- 1984:
  - Clarence Dickinson, amerykański kontradmirał pilot (ur. 1912)
  - Daniił Elkonin, radziecki psycholog, pedagog (ur. 1904)
  - Maria Majdrowiczówna, polska aktorka (ur. 1900)
  - Jean Valet, belgijski piłkarz (ur. 1923)
- 1985 – Gleb Striżenow, rosyjski aktor (ur. 1923)
- 1986 – Józef Osławski, polski aktor (ur. 1940)
- 1988:
  - William Melville Alexander, kanadyjski pilot wojskowy, as myśliwski (ur. 1897)
  - Carlo Carretto, włoski eremita, pisarz katolicki (ur. 1910)
  - Walentina Kibardina, rosyjska aktorka (ur. 1907)
  - Józef Szulc, polski inżynier, wynalazca (ur. 1912)
- 1989:
  - Graham Chapman, brytyjski aktor (ur. 1941)
  - Gessy Lima, brazylijski piłkarz (ur. 1935)
  - Edmund Osmańczyk, polski publicysta, politolog, encyklopedysta, polityk, poseł na Sejm PRL, członek Rady Państwa i senator RP (ur. 1913)
- 1990:
  - Siergiej Łapin, radziecki polityk, dyplomata (ur. 1912)
  - Mārtiņš Zīverts, łotewski prozaik, dramaturg (ur. 1903)
- 1992:
  - Zoltán Lajos Bay, węgierski fizyk, wykładowca akademicki (ur. 1900)
  - Denny Hulme, nowozelandzki kierowca wyścigowy (ur. 1936)
- 1993:
  - Jerzy Broszkiewicz, polski prozaik, dramaturg, eseista, publicysta (ur. 1922)
  - Varetta Dillard, amerykańska piosenkarka (ur. 1933)
- 1994 – Danny Gatton, amerykański gitarzysta (ur. 1945)
- 1996:
  - Humphrey Atkins, brytyjski polityk (ur. 1922)
  - Masaki Kobayashi, japoński reżyser filmowy (ur. 1916)
  - Silvio Piola, włoski piłkarz (ur. 1913)
- 1998 – Tadeusz Wittlin, polski prawnik, pisarz, publicysta (ur. 1909)
- 1999:
  - Erik Brødreskift, norweski perkusista, członek zespołów: Immortal i Gorgoroth (ur. 1969)
  - Bernard Buffet, francuski malarz, grafik (ur. 1928)
  - Art Farmer, amerykański muzyk jazzowy (ur. 1928)
  - Stanisław Marian Kamiński, polski aktor (ur. 1921)
- 2000:
  - Rhadi Ben Abdesselam, marokański lekkoatleta, maratończyk (ur. 1929)
  - Michael Smith, kanadyjski chemik, laureat Nagrody Nobla (ur. 1932)
  - Yu Kuo-hwa, tajwański polityk, premier Tajwanu (ur. 1914)
- 2002 – André Delvaux, belgijski reżyser filmowy (ur. 1926)
- 2003 – Kazimierz Traciewicz, polski pisarz (ur. 1928)
- 2004:
  - Helmut Bantz, niemiecki gimnastyk (ur. 1921)
  - Gordon Cooper, amerykański astronauta (ur. 1927)
  - Michael Grant, brytyjski filolog klasyczny (ur. 1914)
- 2005:
  - Stanley Hathaway, amerykański polityk (ur. 1924)
  - Witold Majewski, polski piłkarz, trener piłkarski, hokeista, tenisista (ur. 1930)
- 2006 – František Fajtl, czechosłowacki lotnik wojskowy, as myśliwski (ur. 1912)
- 2007 – Teodor Liese, polski skrzypek, działacz społeczny, żołnierz podziemia (ur. 1916)
- 2009:
  - Shōichi Nakagawa, japoński polityk, minister finansów (ur. 1953)
  - Günther Rall, niemiecki pilot wojskowy, as myśliwski (ur. 1918)
  - Mercedes Sosa, argentyńska pieśniarka (ur. 1935)
  - Bronisław Żurakowski, polski inżynier, konstruktor lotniczy (ur. 1911)
- 2010 – Josef Rötzer, austriacki lekarz (ur. 1920)
- 2011 – Géza Tóth, węgierski sztangista (ur. 1932)
- 2013:
  - Leszek Kazimierz Klajnert, polski architekt (ur. 1928)
  - Võ Nguyên Giáp, wietnamski generał (ur. 1911)
- 2014:
  - Fiodor Czerienkow, rosyjski piłkarz (ur. 1959)
  - Jean-Claude Duvalier, haitański polityk, prezydent Haiti (ur. 1951)
  - Bronisław Goraj, polski działacz sportowy i samorządowy, burmistrz Sławkowa (ur. 1955)
- 2015 – Michał Kelles-Krauz, polski ekonomista (ur. 1930)
- 2016:
  - Kenneth Angell, amerykański duchowny katolicki, biskup Burlington (ur. 1930)
  - Brigitte Hamann, austriacka historyk (ur. 1940)
  - Fred Osam-Duodu, ghański trener piłkarski (ur. 1938)
- 2017:
  - Bronisław Chromy, polski rzeźbiarz (ur. 1925)
  - Liam Cosgrave, irlandzki polityk, premier Irlandii (ur. 1920)
  - Zdzisław Wójcik, polski piłkarz, sędzia i obserwator piłkarski (ur. 1930)
- 2018:
  - Jeanne Ashworth, amerykańska łyżwiarka szybka (ur. 1938)
  - Jerzy Kowalczyk, polski historyk sztuki (ur. 1930)
  - Kurt Malangré, niemiecki prawnik, polityk, samorządowiec, nadburmistrz Akwizgranu, eurodeputowany (ur. 1934)
  - Bert Romp, holenderski jeździec sportowy (ur. 1958)
  - Will Vinton, amerykański twórca filmów animowanych (ur. 1947)
- 2019 – Diahann Carroll, amerykańska aktorka (ur. 1935)
- 2020:
  - Henryk Boukołowski, polski aktor, reżyser teatralny (ur. 1937)
  - Günter de Bruyn, niemiecki pisarz (ur. 1926)
  - Stanisław Czerwik, polski duchowny katolicki, liturgista, teolog (ur. 1933)
  - Giovanni D’Alise, włoski duchowny katolicki, biskup Caserty (ur. 1948)
  - Lech Domeracki, polski sędzia, polityk, minister sprawiedliwości (ur. 1929)
  - Kenzō Takada, japoński projektant mody (ur. 1939)
- 2021:
  - Siergiej Danilin, rosyjski saneczkarz (ur. 1960)
  - Zbigniew Pacelt, polski pięcioboista nowoczesny, pływak, trener, działacz sportowy, polityk, poseł na Sejm RP (ur. 1951)
  - Wałerij Podłużny, ukraiński lekkoatleta, skoczek w dal (ur. 1952)
- 2022:
  - Loretta Lynn, amerykańska piosenkarka country (ur. 1932)
  - Marek Miros, polski księgowy, samorządowiec, burmistrz Gołdapi (ur. 1954)
  - Jesús del Muro, meksykański piłkarz, trener (ur. 1937)
  - Aldona Plucińska, polska plastyk, etnograf, muzealnik (ur. 1961)
  - Lucienne Schmith, francuska narciarka alpejska (ur. 1926)
  - Jürgen Sundermann, niemiecki piłkarz, trener (ur. 1940)
  - Ludwik Węgrzyn, polski prawnik, samorządowiec, prezes Związku Powiatów Polskich (ur. 1953)
- 2023:
  - Aleksander Ronikier, polski naukowiec, koszykarz, działacz sportowy (ur. 1942)
  - Telesphore Toppo, indyjski duchowny katolicki, biskup Dumka, arcybiskup Ranchi, kardynał (ur. 1939)
- 2024:
  - Christopher Ciccone, amerykański malarz, dekorator wnętrz, projektant mody (ur. 1960)
  - Willi Giesemann, niemiecki piłkarz (ur. 1937)
  - Anatolij Końkow, ukraiński piłkarz, trener (ur. 1949)
  - Jerzy Molga, polski aktor (ur. 1933)
  - Marlon Pérez Arango, kolumbijski kolarz szosowy (ur. 1976)